# Río Suches
Der Río Suches ist ein endorheischer Fluss zum Titicacasee im südamerikanischen Anden-Hochland und bildet streckenweise die Grenze zwischen den beiden Staaten Peru und Bolivien.
Der Río Suches hat eine Gesamtlänge von 174 km. Der Fluss bildet den Abfluss des 4605 m hoch gelegenen Sees Laguna Suches an der Südflanke der Cordillera Apolobamba, ein Gebirgszug der peruanischen Ostkordillere. Auf den ersten 95 Kilometern verläuft er entlang der Grenze zwischen Peru im Westen und Bolivien im Osten. Der Unterlauf liegt innerhalb Boliviens. Dort passiert er die Ortschaft Villa Rosario de Wilacala sowie die Kleinstadt Escoma. Der Río Suches mündet schließlich nahe der Halbinsel Challapata (Península de Challapata) in den östlichen Teil des Titicacasees.
Der Río Suches entwässert ein Areal von 2822 km². Der mittlere Abfluss liegt bei 11 m³/s.